# Euproctis nimba
Euproctis nimba är en fjärilsart som beskrevs av Collenette 1955. Euproctis nimba ingår i släktet Euproctis och familjen tofsspinnare. Inga underarter finns listade i Catalogue of Life.